# ماري ستيوارت (ممثلة)
ماري ستيوارت (بالإنجليزية: Mary Stuart) (4 يوليو 1926 - 28 فبراير 2002) مغنية وكاتبة أغاني وممثلة أمريكية مخضرمة ورائدة في مسلسلات الأوبرا التي قضت 35 عاما كنجم سلسلة نهارية ولدت في ميامي، فلوريدا ونشأت في تولسا، أوكلاهوما، حيث تخرجت من مدرسة ثانوية وسط تولسا وأرتادت جامعة تولسا قبل الشروع في مسيرتها المهنية.

## وفاتها
توفيت ماري ستيوارت بعد سكتة الدماغية في نيويورك عام 2002، كشف أن ستيوارت كانت تعاني أيضا من سرطان المعدة وسرطان العظام. كانت قد خضعت سابقا تنظير داخلي وعملية لإزالة ورم في بطنها في عام 1999. كان ستيوارت قد خاضت سرطان الثدي في وقت سابق من حياتها. 

## روابط خارجية
- ماري ستيوارت على موقع IMDb (الإنجليزية)
- ماري ستيوارت على موقع ميوزك برينز (الإنجليزية)
- ماري ستيوارت على موقع أول موفي (الإنجليزية)
- ماري ستيوارت على موقع قاعدة بيانات برودواي على الإنترنت (الإنجليزية)
- ماري ستيوارت على موقع قاعدة بيانات الأفلام السويدية (السويدية)
- ماري ستيوارت على موقع ديسكوغز (الإنجليزية)
- ماري ستيوارت على موقع قاعدة بيانات الفيلم (الإنجليزية)